# Телл Афинский
Телл (греч. Τέλλος) — афинский государственный деятель, упомянутый в «Историях» Геродота, где мудрец Солон описывает его как самого счастливого человека.
Эта характеристика возникла во время обмена мнениями между Солоном и богатым царем Лидии Крезом. Когда Крез, хвастаясь своим огромным богатством, спросил Солона, знает ли он кого-нибудь счастливее его, Солон ответил своим знаменитым изречением: «Не называй человека счастливым, пока он не умер». В этом контексте он привел Телла как пример счастья и сослался на него как на выдающийся пример своей философии.
Цитируя Геродота:

Телл… Имел красивых и добрых детей, и он видел всех своих внуков с рождения, и все они оставались живы… И конец его жизни был самым блестящим: когда у афинян была война с их соседями в Элевсине, придя на помощь и разгромив врага, он умер прекрасной смертью, и афиняне похоронили его публично там, где он пал, и сильно чтили его.'

Его «идеальная» жизнь помогает историкам делать выводы о древнегреческих идеалах относительно наиболее почетного и достойного образа жизни.
После описания Телла как самого счастливого человека, Солон отмечает, что вторыми самыми счастливыми людьми были братья Клеобис и Битон.